# Окишевы
 Окишевы  — деревня в Кирово-Чепецком районе Кировской области в составе Просницкого сельского поселения.

## География
Расположена на расстоянии менее 10 км по прямой на юго-восток от переезда через узкоколейную железнодорожную линию до поселка  Каринторф на юго-восточной окраине города Кирово-Чепецк.

## История
Известна с 1873 года как деревня Симановская (Окиши), где дворов 6 и жителей 65, в 1905 (Самсоновская или Окишевы) 16 и 95, в 1926 (Окишевы или Симоновская) 15 и 83, в 1950 14 и 55, в 1989 3 постоянных жителя. Настоящее название утвердилось с 1939 года.

## Население
Постоянное население составляло 0 человек в 2002 году, 10 в 2010.